# Feedback (песня Канье Уэста)
Feedback (с англ. — «обратная связь») — песня американского репера Канье Уэста, выпущенная на его седьмом альбоме The Life of Pablo в 2016 году. За основу музыки была взята диссонирующая обратная связь микрофона. В песне был использован сэмпл песни Talagh иранской певицы Гугуш. Песня попала в чарты Billboard Hot 100 в США и UK Singles Chart на 99-е и 92-е места в 2016 году.

## Музыка и текст
В песне используется сэмпл из трека 1975 года Talagh иранской певицы Гугуш. Журнал Huck поместил данный отрывок на третье место в своём небольшом списке «шести удивительных звуков, лежащих в основе альбома Канье Уэста The Life of Pablo».
В треке Уэст читает рэп о славе и успехе, которые он испытал на протяжении своей реп-карьеры. Вместе с этим он рассказывает и о своих проблемах, среди которых долг в 53 миллиона долларов.В песне Канье сравнивает себя со Стивом Джобсом: «Потрясающе, Стив Джобс в сочетании со Стивом Остином». В аутро песни Канье отсылает к знаменитой бесплатной раздаче автомобилей Опры.
Feedback, как и многие остальные песни с альбома, был изменён после выхода, став короче на несколько секунд.

## Выпуск
В мае 2015 года зритель одной из модных презентаций Уэста опубликовал отрывок песни, которая там звучала. Первоначально ходили слухи, что она будет называться либо «Good News», либо «A Long Time», прежде чем название трека было официально объявлено. Так же ходили слухи, что песня появится на предстоящем альбоме Канье Swish, переросшим в The Life of Pablo. Изначально Feedback не должен был войти в альбом, поскольку после того, как Канье опубликовал в сеть финальный трек лист альбома The Life of Pablo, Трэвис Скотт поблагодарил Уэста за то, что он вернул трек обратно на альбом.

## Критический приём
Алексис Петридис из The Guardian выразил уверенность в том, что песня показала, что Уэст «осознаёт себя», описывая это как его «громкое размышление о том, действительно ли он прошёл поворот». Филип Льюис из Mic похвалил уверенность, проявленную Уэстом в треке.

## Чарты
Feedback дебютировал на 99 месте в американском чарте Billboard Hot 100 после выхода The Life of Pablo, но больше никогда не попадал в чарты. Что касается британского чарта синглов, то там он сделал то же самое, дебютировав на 92 месте после выхода альбома и больше никогда не попадая в топ-100. На той же неделе, когда он дебютировал в Billboard Hot 100, трек дебютировал на 36 месте в американском чарте Hot R&B/Hip-Hop Songs. На следующей неделе он упал на 10 мест до 46 места, а затем исчез из чарта навсегда.

## Диаграмма
| Чарт (2016)                           | Место |
| ------------------------------------- | ----- |
| Sweden Heatseeker (Sverigetopplistan) | 19    |
| Великобритания (OCC UK Singles)       | 92    |
| Великобритания (OCC UK Hip Hop/R&B)   | 27    |
| США (Billboard Hot 100)               | 99    |
| США (Billboard Hot R&B/Hip-Hop Songs) | 36    |

## Сертификаты
| Регион                                                                      | Сертификация | Продажи |
| --------------------------------------------------------------------------- | ------------ | ------- |
| США (RIAA)                                                                  | Золотой      | 500 000 |
| Данные о продажах + прослушиваниях приведены только на основе сертификации. |              |         |